# Club del Barón
Club del Barón fue el nombre con el que se denominó a un grupo de colaboradores cercanos al gobernador Carlos Federico Lecor, quién comandó la invasión a la Provincia Oriental bajo órdenes del Reino Unido de Portugal, Brasil y Algarve.  

## Orígenes
En agosto de 1816 un poderoso ejército del Reino Unido de Portugal, Brasil y Algarve invadió la Provincia Oriental  por mar y tierra. El 4 de enero de 1817 Lecor tomó la ciudad de Maldonado, tomando contacto con la escuadra portuguesa del Conde de Vianna, acordando las operaciones para la toma de Montevideo y estableciendo su cuartel general de operaciones en Pan de Azúcar. Producidas las derrotas de las fuerzas artiguistas en el Este y la subsiguiente victoria de los luso-brasileños sobre los orientales en el Norte de la Banda Oriental, José Artigas resolvió retirar sus tropas de Montevideo. El camino se había abierto para Lecor, que intimaría la rendición de la plaza.

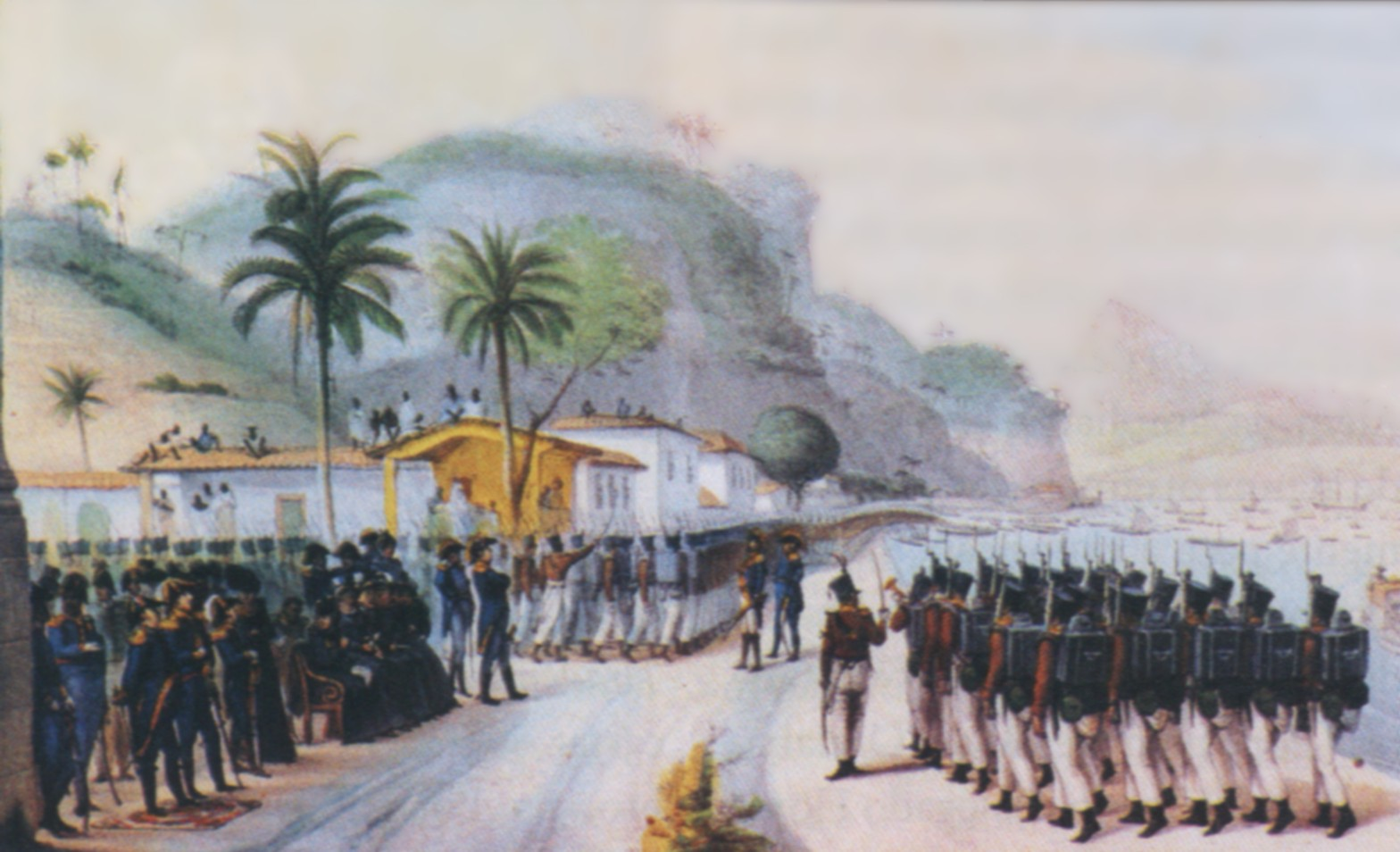
Embarque de la infantería portuguesa en Río de Janeiro el 7 de junio de 1816.

El Gobernador Miguel Barreiro y el Regidor Joaquín Suárez, que ejercían el Gobierno de Montevideo, abandonan la ciudad, marchando con sus fuerzas y numerosas familias leales al artiguismo hacia el río Santa Lucía. Celebró sesión en minoría el Cabildo, que resolvió pedir la protección de Portugal. Fueron entonces comisionados ante Lecor, el alguacil mayor, Agustín Estrada, el cura vicario, Dámaso Antonio Larrañaga, el síndico Jerónimo Pío Bianqui y el vecino Francisco Javier de Viana, para ofrecer la entrega de la ciudad, bajo la garantía de respetar los derechos legítimos de la población. Al día siguiente, 20 de enero, Lecor hizo su entrada en la ciudad, entregándole Bianqui las llaves de la ciudad de Montevideo.

## Lecor y la Provincia Cisplatina
Lecor contó con la adhesión tácita o explícita de la elite montevideana, integrada por grandes hacendados, comerciantes y saladeristas, contrariada en sus intereses económicos por la revolución artiguista. Para hombres como Tomás García de Zúñiga, Juan José Durán, Nicolás Herrera y José Longinos Ellauri la prudente política del «pacificador» Lecor no sólo era garantía de orden, sino que, además, otorgaba a los patricios el debido amparo a la «legitimidad» de la propiedad de la tierra y sus ganados.
Sin embargo, a partir de la ocupación portuguesa la situación rural de la Provincia fue más conflictiva que durante el dominio español debido a la política adoptada en esta materia por Lecor, que no satisfizo enteramente a ninguno de los intereses en pugna: no todos los hacendados recobraron las tierras de que habían sido desposeídos en 1815, ni todos los donatarios artiguistas conservaron las suyas. Los integrantes del Club del Barón constituyeron una casta superprivilegiada que provocó los celos y descontentos de quienes no disfrutaban de iguales favores, a pesar de su adhesión al régimen. Así se fue engendrando un sordo rencor de buena parte de la oligarquía terrateniente, particularmente de los «vicentinos» españoles desengañados de la esperada reincorporación a la Corona española, así como de la prometida restitución de sus propiedades territoriales. El odio ancestral del campesino oriental contra el «portugo depredador e intruso» contribuyó a mantener latente el espíritu de rebelión.
A su vez, y a raíz de los sucesos ocurridos en Brasil y de las divergencias surgidas entre las tropas de ocupación portuguesas y brasileñas en la Provincia, el pueblo se dividió entre orientales «brasileños» y orientales «portugueses». Los orientales «brasileños» seguían a Lecor y sostenían la anexión de la provincia al nuevo Imperio brasileño, mientras que los orientales «portugueses», acaudillados por Álvaro da Costa, estaban a favor del abandono de la ocupación portuguesa en la provincia oriental. Lecor tenía de su parte a notables orientales como Lucas Obes, Nicolás Herrera, José María Roó, Tomás García de Zúñiga y otros que habían apoyado la ocupación portuguesa desde el inicio. 

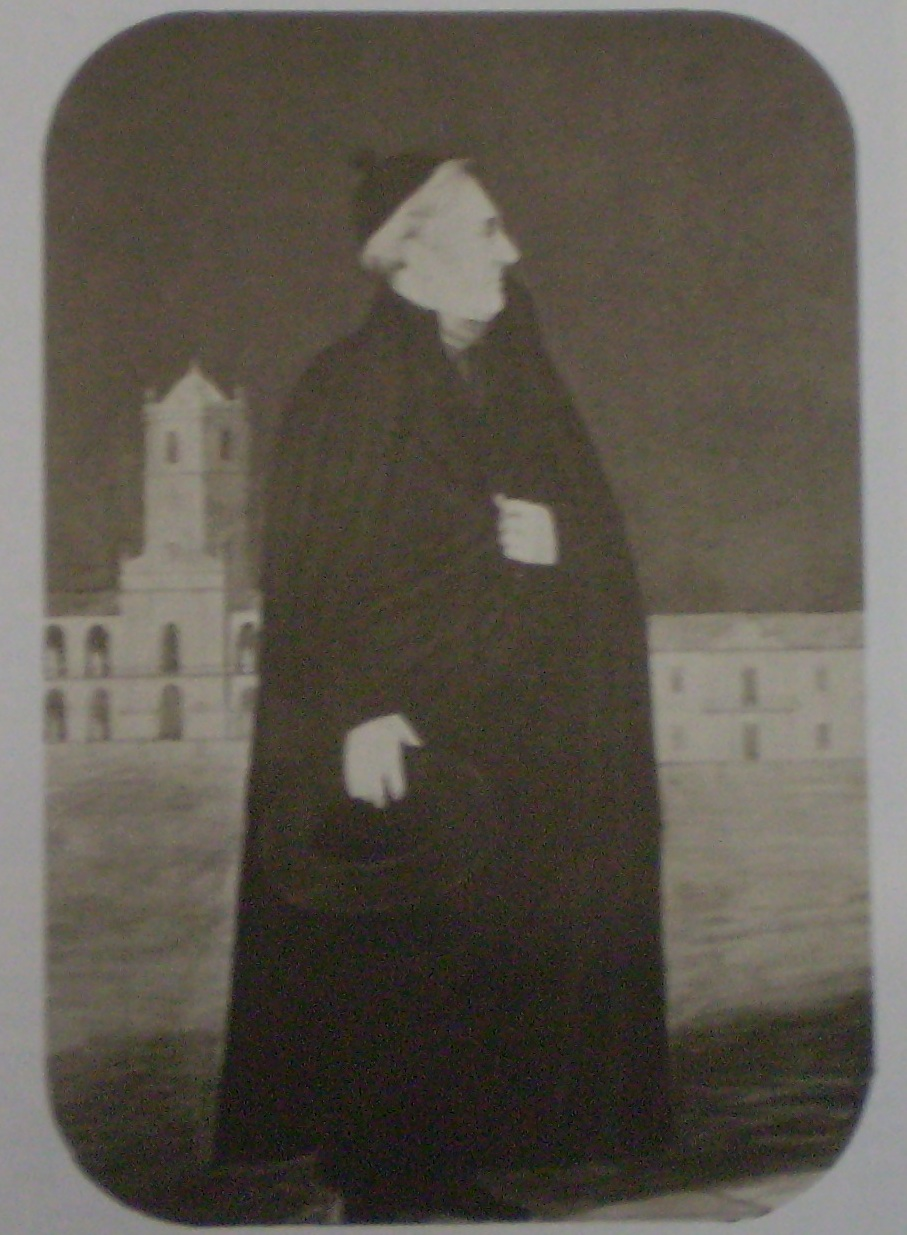
Nicolás de Herrera.

En 1821 el gobierno del rey Juan VI de Portugal, de corte modernizador, ordenó que se consultara a los habitantes de la provincia sobre qué destino deseaban para su patria: «si se unen de una vez cordial y francamente al reino del Brasil; si prefieren incorporarse a alguna de las otras Provincias; o, finalmente, se constituye en Estado independiente». Lecor recibió instrucciones del Ministro de Negocios Extranjeros de Portugal, Silvestre Pinheiro Ferreira, de convocar a un Congreso de lugareños para decidir su destino. 
Lecor manipuló la situación de manera tal que los congresistas le fueran adictos y obtener así un pronunciamiento favorable a la incorporación a Portugal. En la mañana del 15 de julio en el edificio del Cabildo quedó formalmente instalado el congreso con 16 miembros, todos pertenecientes al Club del Barón. Lo integraron Juan José Durán, Dámaso Antonio Larrañaga, Francisco Llambí, Fructuoso Rivera, Tomás García de Zúñiga, Jerónimo Pío Bianqui, Loreto de Gomensoro, Alejandro Chucarro, José Vicente Gallegos, Manuel Lago, Luis Pérez, Mateo Visillac Ferrer, José de Alagón, Gerónimo Romualdo Ximeno, Manuel Antonio Sylba y Salvador García.
Varios de los participantes del Congreso Cisplatino ocuparon cargos de gobierno o fueron condecorados con títulos nobiliarios. Juan José Durán fue condecorado con el hábito y la Gran Cruz de Comendador de la Orden de Cristo, ambas preceas pertenecientes al Reino Unido de Portugal, Brasil y Algarve. Fue vicepresidente de la Sociedad Lancasteriana de Montevideo (presidida por Lecor) y luego gobernador de Montevideo durante la dominación brasileña. El Imperio del Brasil le otorgó el título de Conde del Cordobés. García de Zúñiga, por su parte, fue designado síndico procurador de la Provincia e integró la Cámara de Apelaciones y, por estos servicios, fue galardonado con el título de Barón de la Calera. El 3 de abril de 1825 Pedro I de Brasil le otorgó el título de Barón de Tacuarembó a Rivera, aunque Don Frutos, se pasaría a las filas antiocupación en la Guerra del Brasil ese año.
El Club del Barón tenía estrechos lazos con el grupo de absolutistas de la «Logia de los Aristócratas», grupo de la masonería partidario de la monarquía, integrado por Francisco Juanicó, Andrés Cavaillón, Francisco Llambí, Jerónimo Pío Bianqui, Juan José Durán, Tomás García de Zúñiga, Miguel Flangini (secretario militar de Lecor), José de Béjar, Joaquín de la Sagra y Peris, Dámaso Antonio Larrañaga, Tomás Gowland, Daniel Gowland, Tomás Willer y Felipe Maturana, también conocidos como los «hombres del lazo verde».

## Desavenencias
Hacia 1822, Lucas Obes y Nicolás de Herrera, se encontraban distanciados de Lecor. Las tendencias antirrepublicanas eran rechazadas entre los pueblos del Río de la Plata y eso determinó que, Obes y Herrera, comenzaran a desarrollar una discreta oposición al círculo de incondicionales de Lecor, contando con sus amigos en una red que abarcaba a buena parte de la provincia: Carlos Anaya en Maldonado, Francisco Landívar y Antonio de Avendaño en Colonia del Sacramento, José de Béjar en Montevideo y el cura chileno Solano García en Paysandú. Obes era diputado por la Provincia Cisplatina en Río de Janeiro y Herrera era senador. Trataban de que el gobierno de Río de Janeiro respetara la vida autonómica de la Provincia, lo que los malquistó con Lecor, quien los desplazó de su círculo íntimo.  

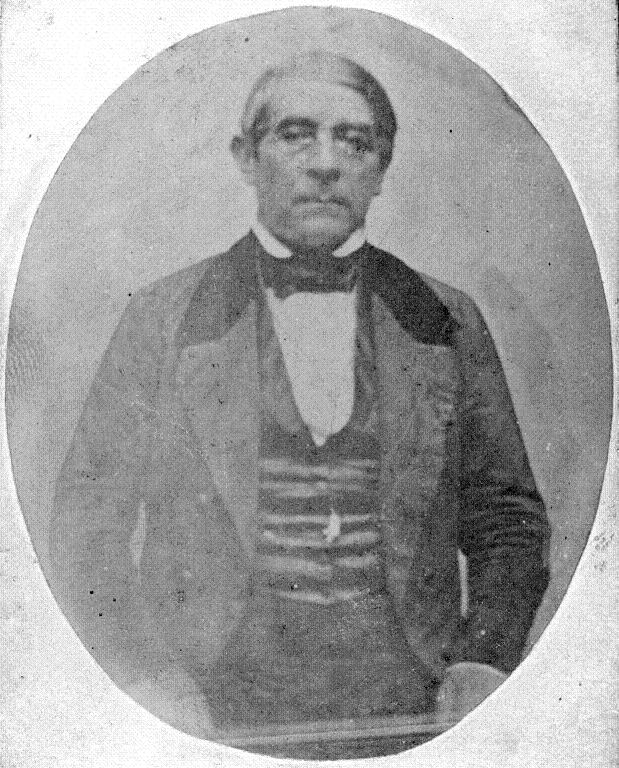
Fructuoso Rivera.

Lecor sostenía que «Obes es un patife (canalla, bellaco), un brazeiro, un mamola (quien recibe un sueldo sin trabajar). Yo tuve la culpa de haberle perdonado tantas picardías. Mando venga y si viene le he de dar de palos y lo he de echar de esta Provincia». La furia de Lecor contra Obes se basaba en las denuncias de éste al Emperador, de los desmanes y despotismo sobre población y pueblos por parte de las tropas al mando del Barón de la Laguna. Herrera y Obes, estaban conformes con la anexión a Brasil, pero la aceptaban condicionada a una gestión provincial autónoma. Con cartas enviadas a Rivera y a otras personas, Herrera, provocó una escisión en el círculo lecorista.

## Epílogo
Años más tarde, en 1836, se crearon los primeros partidos políticos del Uruguay independiente. Fructuoso Rivera, fundó el Partido Colorado. Rivera había pactado con portugueses primero y brasileños después como estrategia para mantener un ejército leal a él que pudiera ser utilizado, como efectivamente ocurrió, en la lucha por la independencia Oriental, cuando las circunstancias lo permitieran. Incluso, Manuel Oribe, fundador del Partido Blanco o Nacional y Juan Antonio Lavalleja, líder destacado del Partido Blanco o Nacional, estuvieron bajo su mando en la época de la invasión luso-brasileña.